# Stowarzyszenie Dzieci Holocaustu

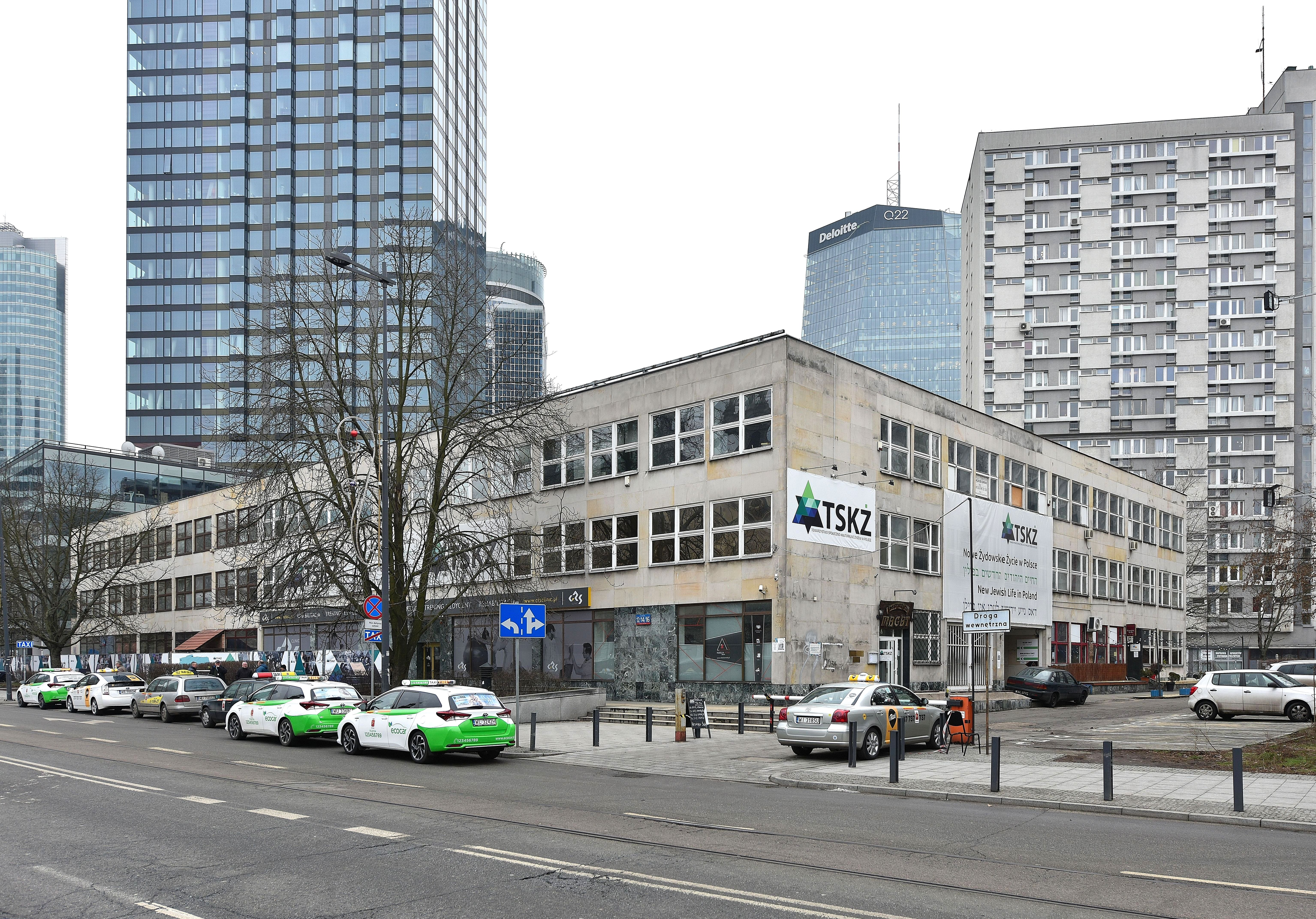
Dawna siedziba Stowarzyszenia przy placu Grzybowskim 12/16

Stowarzyszenie Dzieci Holocaustu w Polsce – stowarzyszenie zrzeszające osoby ocalałe z Holokaustu, które urodziły się w latach 1926–1945. Zostało założone w 1991 roku.

## Opis
Stowarzyszenie jest członkiem Europejskiego Stowarzyszenia Żydów ocalałych z Holokaustu (ang. European Association of Jewish Survivors of the Holocaust, EuAs) oraz Światowej Federacji Dzieci Żydowskich Ocalałych z Holocaustu i Ich Potomnych (ang. World Federation of Jewish Child Survivors of the Holocaust and Descendants, WFJCSH).
Do Stowarzyszenia Dzieci Holocaustu w Polsce należą osoby pochodzenia żydowskiego, które Zagładę przeżyły jako dzieci. Uratowane przez Polaków, którzy bądź zostali ich rodzicami, bądź przekazali je do innych rodzin, klasztorów lub domów dziecka. Wielką rolę w ratowaniu dzieci z getta odegrała Żegota.
Młodsze dzieci były nieświadome swojej tożsamości, starsze musiały ją ukrywać. Samodzielne przeżycie po ucieczce z getta było w zasadzie niemożliwe. Wiele osób ratujących dzieci odznaczono medalem Sprawiedliwy wśród Narodów Świata, przyznawanym przez Instytut Pamięci Męczenników i Bohaterów Holocaustu Jad Waszem.
Siedziba Stowarzyszenia znajduje się w Warszawie. Stowarzyszenie ma cztery oddziały: w Gdańsku, Krakowie, Łodzi i Wrocławiu. W roku 2017 liczba członków wynosiła około 500.

## Cele działalności
Głównym celem działalności Stowarzyszenia jest zachowanie pamięci o doświadczeniu Holokaustu, o zamordowanym narodzie żydowskim, oraz przekazanie tej wiedzy następnym pokoleniom. Równie ważnym celem jest budowanie wspólnoty osób ocalałych z Zagłady. Sprzyja temu organizowanie comiesięcznych spotkań.
Raz do roku Zarząd organizuje Ogólnopolski Zjazd. Ponadto, dla członków Stowarzyszenia dwa razy w roku odbywają się kilkudniowe zajęcia psychoterapeutyczne.
Bardzo ważną działalnością jest udzielanie pomocy finansowej Sprawiedliwym wśród Narodów Świata, ludziom, którzy z narażeniem życia ratowali Żydów w czasie okupacji hitlerowskiej. Są oni zapraszani na wszystkie uroczystości i spotkania organizowane przez Stowarzyszenie. Członkowie Stowarzyszenia są z nimi w stałym kontakcie.

## Zakres działalności

### Edukacja

#### Projekt „Pamięć dla przyszłości”
Pierwsza edycja tego projektu miała miejsce w roku szkolnym 2003/2004. Od tamtej pory jest on organizowany co roku. Przy realizacji projektu pierwszym partnerem Stowarzyszenia był i nadal jest Ośrodek Rozwoju Edukacji (dawniej Centralny Ośrodek Doskonalenia Nauczycieli). Od kilku lat współorganizatorami są Żydowski Instytut Historyczny im. Emanuela Ringelbluma oraz Muzeum Historii Żydów Polskich Polin. Głównym elementem programu jest konkurs. Nadesłane prace są oceniane przez komisję konkursową, w skład której wchodzą przedstawiciele Stowarzyszenia i organizacji uczestniczących w projekcie.

#### Spotkania z młodzieżą
Członkowie Stowarzyszenia są zapraszani do szkół w całej Polsce, gdzie jako świadkowie historii opowiadają uczniom o swoich wojennych przeżyciach. Comiesięczne spotkania z młodzieżą na terenie Muzeum Historii Żydów Polskich Polin są organizowane przez Dział Edukacji Muzeum.

### Działalność wydawnicza

#### Dzieci Holocaustu mówią…
Dzieci Holocaustu mówią… to zbiór pięciu tomów (Tom 1 ISBN 978-83-915787-1-1, Tom 2 ISBN 978-83-915787-0-4, Tom 3 ISBN 978-83-924432-5-4, Tom 4 ISBN 978-83-915787-4-2, Tom 5 ISBN 978-83-915787-5-9), w którym łącznie w 170 opowiadaniach członkowie Stowarzyszenia – przedstawiciele ostatniego pokolenia uczestników czasu Zagłady – opisują swoje przeżycia. Wydawnictwa te są wyjątkowe, ponieważ zachowano w nich autentyczność i wierność faktom. Pierwsze dwa tomy przełożono na język angielski, trzy następne są w trakcie przekładu (stan na luty 2018). W 2017 roku ukazało się kompendium wydarzeń opisanych w tych pięciu tomach zatytułowane Nie mogliśmy pojąć, dlaczego … Losy i przeżycia dzieci Holocaustu (ISBN 978-83-915787-9-7).

#### Inne pozycje
W poprzednich latach Stowarzyszenie wydało listy czytelników Polityki zebrane w książce pt. Czarny rok, czarne lata (ISBN 978-83-86301-26-3, ISBN 978-83-62148-18-9) oraz książkę-album o Sprawiedliwych pt. Zapukali do drzwi (ISBN 978-83-915787-2-8).

#### Wystawa „Moi żydowscy rodzice, moi polscy rodzice”
Wystawa „Moi żydowscy rodzice, moi polscy rodzice”, która po raz pierwszy była eksponowana w 2015 roku w Muzeum Historii Żydów Polskich Polin, cieszy się ogromną popularnością i jest pokazywana w wielu miastach w Polsce i za granicą. W 2015 roku został też wydany album w trzech językach pod tym samym tytułem.

### Pozostała działalność
Stowarzyszenie jest inicjatorem powstania Nagrody imienia Ireny Sendlerowej „Za naprawianie świata”. Stroną organizacyjną przyznawania nagrody zajmuje się Centrum Edukacji Obywatelskiej. Stowarzyszenie współpracuje między innymi ze Związkiem Gmin Wyznaniowych Żydowskich w RP, Gminą Wyznaniową Żydowską w Warszawie, Towarzystwem Społeczno-Kulturalnym Żydów w Polsce, Polskim Towarzystwem Sprawiedliwych wśród Narodów Świata, Żydowskim Instytutem Historycznym im. Emanuela Rigelbluma, Muzeum Historii Żydów Polskich Polin oraz Ośrodkiem Rozwoju Edukacji.

## Przewodniczący stowarzyszenia
- Jakub Gutenbaum (1991–2000), od 2000 dożywotni honorowy przewodniczący
- Zofia Zaks (2000–2001)
- Elżbieta Ficowska (2002–2006)
- Anna Drabik (2006–2012)
- Joanna Sobolewska-Pyz (2012–2018)
- Aleksandra Leliwa-Kopystyńska (2018-2022)[3]
- Piotr Paweł Jankowerny (od 2022)[11]